# Pansy Post, Protean Player
Pansy Post, Protean Player è un cortometraggio muto del 1916 diretto da Arthur Ellery. Fu uno degli ultimi film della carriera di Ellery, un regista che aveva iniziato a lavorare per la Thanhouser due anni prima, nel 1914, dopo una breve carriera come attore alla Lubin.

## Produzione
Il film fu prodotto dalla Thanhouser Film Corporation e dalla Falstaff Comedies.

## Distribuzione
Distribuito dalla Mutual, il film - un cortometraggio in una bobina - uscì nelle sale cinematografiche statunitensi il 21 marzo 1916.